# Бокситогорск
Бокситого́рск — город (с 1950 года) в России, административный центр Бокситогорского городского поселения и Бокситогорского муниципального района Ленинградской области.

## Название
Бокситогорск вырос около Бокситогорского (Тихвинского) глинозёмного завода, работающего на базе найденного близ него крупного месторождения бокситов, давших название городу, а также на базе местных известняков.

## История
Уже с V—VIII веков по водным путям эту землю стали заселять славянские племена — кривичи и словене (ильменские), мирно соседствуя с летописной весью (вепсами). Большинство гидронимов (а это, как правило, — первичные топонимы) на территории современного Бокситогорского городского селения имеют славянское происхождение. К VII—XIII векам относятся и известные археологические памятники (курганы, могильники, жальники) на проектируемой территории (Сёгла, Симоново), в том числе и в собственно Бокситогорске, что говорит о давней освоенности здешних земель человеком. Многие памятники стали известны в первой трети XX века благодаря тихвинскому археологу В. И. Равдоникасу, ставшему затем известным советским археологом.
Первоначальное освоение края проходило по водным путям, некоторые были весьма важными в торговом отношении. Река Пярдомля, на которой стоит Бокситогорск, является притоком реки Воложба (в старину — Воложь — от слова воложка, волок). Через приток Воложбы (Волоченку), далее через: озеро Волошино (Волошское), реку Понырь и через волок в реку Чагоду проходил древний путь из Балтики и Новгорода на Волгу, известный уже к VII веку. А по реке Волхов проходила часть древнего пути «из варяг в греки».
С началом реформ императора Александра II совпало знаменательное для будущего Бокситогорска событие. В 1869 году известный геолог А. Ю. Дитмар (скончался в 1903 году) обнаружил около деревни Сенно красные (как позднее выяснилось, бокситосодержащие) глины. Но производство алюминия при тогдашнем уровне развития технологии и при необходимости огромной энергии обходилось дороже золота. Поэтому в 1882—1886 годах предприниматель А. Е. Брент пытался заниматься промыслом глины на реке Рагуша с целью производства красок.
С 1869 вновь встречаются сведения о местных ярко-красных глинах. В 1916 житель города Тихвин инженер Т. П. Тимофеев доставил в Геологический комитет Санкт-Петербурга образцы пород, которые были определены как алюминиевая руда с большим содержанием кремнезёма (Тихвинское месторождение). С 1921 по 1930 год геологи под руководством профессора С. Ф. Малявкина обследовали весь край, составили карту Тихвинского бокситоносного месторождения и сделали вывод о возможности его промышленной эксплуатации. Первый советский алюминий из тихвинских бокситов был получен в 1928 году.
Строительство посёлка Бокситы было начато в 1929 году в связи с разработкой бокситовых рудников. Посёлок решено было заложить в районе деревень Губа, Крутик, Подсосна и Лопастиха.
Первые партии бокситов добывали вручную и отвозили на подводах на железнодорожную станцию, но к началу 1930-х годов посёлок уже был соединен железнодорожной веткой с линией Ленинград — Вологда (через станцию Большой Двор), поэтому станция сохранила название Бокситы.
В 1935 году указом Президиума Верховного Совета РСФСР посёлку Бокситы, было присвоено наименование «рабочий посёлок Бокситогорск». По другим данным — «рабочий посёлок Бокситы». 1 августа 1935 года в состав рабочего посёлка Бокситогорск была включена деревня Губа.
По данным 1936 года административным центром Борского сельсовета, в который входили 18 населённых пунктов, 634 хозяйства и 9 колхозов, являлась деревня Бокситогорск.
Чтобы сократить транспортные расходы, 12 ноября 1934 года возле поселка был заложен глиноземный завод, для переработки добытых бокситов в глинозем. На проектную мощность Тихвинский алюминиевый завод (ныне ОАО «Бокситогорский глинозём») вышел в 1938 году. С тех пор завод является градообразующим предприятием города Бокситогорска.
К 1940 году население Бокситогорска приблизилось к 10 тысячам человек, были построены средняя школа, детский сад и ясли, амбулатория с аптекой, несколько столовых и магазинов, а также каменные здания.
Незадолго перед войной, 29 апреля 1941 года, вступил в строй завод искусственного обезвоживания торфа (впоследствии биохимический завод). Источником торфа служит Ларьянское болото, находящееся к северо-западу от Бокситогорска. Торфодобывающее предприятие основалось также в посёлке Ларьян.
Начало Великой Отечественной войны заставило эвакуировать промышленность и кадры города за Урал. В годы войны (особенно в период с 1941 по 1943 год) в Бокситогорске размещалось до 22 госпиталей различного звена для воинов Ленинградского, Волховского и Карельского фронтов. Предприятия города были эвакуированы на Урал. В корпусах глинозёмного завода был организован ремонт военной техники (танков, самолетов и др.). Тогда же в Бокситогорске был устроен военный аэродром.
В 1948 году было восстановлено производство на глинозёмном заводе. В 1950 году Бокситогорск получил статус города, а 25 июля 1952 года стал административным центром Бокситогорского района.
1 февраля 1963 года городской Совет депутатов трудящихся был передан в подчинение Ленинградскому областному (промышленному) Совету депутатов трудящихся. В 1965 году на городской Совет депутатов трудящихся были возложены функции управления Бокситогорским районом.
1 января 2006 года образовано муниципальное образование Бокситогорское городское поселение, Бокситогорск стал его административным центром.

## География
Расположен в западной части района на автодороге 41К-039 (Бокситогорск — Батьково).
Расстояние до Санкт-Петербурга — 245 км.
Через город протекают реки Пярдомля (бассейн реки Сясь), Дымка и Рокша.

## Население
| 1935    | 1939    | 1959    | 1967    | 1970    | 1979    | 1989    | 1992    | 1996    |
| ------- | ------- | ------- | ------- | ------- | ------- | ------- | ------- | ------- |
| 3500    | ↗9221   | ↗20 394 | ↗22 000 | ↗22 248 | ↗23 212 | ↘21 839 | ↘21 600 | ↘20 700 |
| 1997    | 1998    | 2000    | 2001    | 2002    | 2003    | 2005    | 2006    | 2007    |
| ↘20 500 | ↘20 300 | ↘19 800 | ↘19 500 | ↘18 128 | ↘18 100 | ↘17 400 | ↘16 900 | →16 900 |
| 2008    | 2009    | 2010    | 2011    | 2012    | 2013    | 2014    | 2015    | 2016    |
| ↘16 800 | ↘16 607 | ↘16 585 | ↗16 600 | ↘16 344 | ↘16 137 | ↘16 028 | ↘15 494 | ↘15 451 |
| 2017    | 2018    | 2019    | 2020    | 2021    | 2023    | 2024    | 2025    |         |
| ↘15 406 | ↘15 380 | ↘15 249 | ↘15 091 | ↗16 185 | ↘15 674 | ↘15 480 | ↘15 292 |         |

На 1 января 2025 года по численности населения город находился на 763-м месте из 1124 городов Российской Федерации.

### Национальный состав
Согласно данным Всероссийской переписи населения 2021 года в городе проживали 16 185 человек, из них:
 русские — 15 403 (казаки донские — 1), украинцы — 38, азербайджанцы — 22, белорусы — 17, татары — 17, таджики — 10, вепсы — 8, узбеки — 7, коми — 5, немцы — 5, армяне — 4, грузины — 4, туркмены — 4, чуваши — 4, карелы — 3, поляки — 3, чеченцы — 3, болгары — 2, корейцы — 2, молдаване — 2, удмурты — 2, цыгане — 2, афганцы — 1, башкиры — 1, гагаузы — 1, евреи — 1, ингуши — 1, индийцы — 1, казахи — 1, калмыки — 1, киргизы — 1, лезгины — 1, литовцы — 1, мордва — 1, русины — 1, другие национальности — 160 человек, остальные национальность не указали.

## Административное деление
Бокситогорск отчётливо делится на две части: Заводскую, где сосредоточены главные промышленные предприятия, и основную, жилую, выполняющую административные, культурные и торговые функции.
Бокситогорск является центром Бокситогорского городского поселения, в состав которого кроме города входят 10 сельских населённых пунктов.

## Образование
В Бокситогорске 3 общеобразовательных школы
- Бокситогорская основная общеобразовательная школа № 1
- Бокситогорская средняя общеобразовательная школа № 2
- Бокситогорская средняя общеобразовательная школа № 3

и 6 детских садов.
ВУЗы города:
- Бокситогорский институт (филиал) Ленинградского государственного университета им. А. С. Пушкина

Также есть:
- Центр информационных технологий г. Бокситогорска
- Бокситогорский эколого-биологический центр
- Бокситогорский центр дополнительного образования детей
- Бокситогорская детская школа искусств
- Бокситогорская детско-юношеская спортивная школа
- другие образовательные учреждения

## Медицина
МУЗ «Бокситогорская центральная районная больница».

## Спорт
Футбольный клуб «Металлург» играет на одноимённом стадионе вместимостью 4000 мест.

## Духовно-религиозные и исторические объекты
- Храм Покрова Пресвятой Богородицы. Возведён в 2007 году в парковой зоне возле городского стадиона[41].

## Средства связи и массовой информации

### Телефонная связь и интернет
В городе присутствует основная компания, предоставляющая услуги фиксированной телефонной связи:
- ПАО «Ростелеком»

В Бокситогорске представлены следующие операторы сотовой связи:
- МегаФон
- МТС
- Билайн
- TELE2
- Скай Линк
- Yota

Услуги по доступу в интернет в городе оказывают:
- ПАО «Ростелеком»
- Тема-Телеком
- Петерстар

### Радио
- 66,14 УКВ «Радио России»
- 102,6 FM «Дорожное радио»
- 106,4 FM «Радио для двоих»
- 106,9 FM «Русское радио»

## Экономика
В городе расположены следующие промышленные предприятия:
- АО «Русал Бокситогорский глинозём»[42] (входит в холдинг «Русал»)[43]
- ООО «Бокситогорское электромеханическое предприятие»
- Филиал ЛОЭСК «Бокситогорские электрические сети»

### Торговые сети
В городе представлены многие федеральные и локальные торговые сети, в том числе:
- Невис
- Дикси
- Пятёрочка
- Магнит
- МегаФон
- Билайн
- МТС
- Верный
- Патент
- Улыбка радуги

## Транспорт
Пассажирское сообщение обеспечивается междугородними и пригородными автобусами. Железнодорожная линия Большой Двор — Бокситогорск находится на балансе завода (ранее — ведомственная), некогда по ней существовало пассажирское сообщение между Ленинградом и Бокситогорском через Тихвин.

### Воздушное сообщение
В 1960-е годы[уточнить] из аэропорта Бокситогорск осуществлялись рейсы в Ленинград, Тихвин, Ефимовский на самолётах Ан-2 и Як-12.

## Достопримечательности
- Памятник В. И. Ленину на площади им. В. И. Ленина.
- Братское захоронение советских воинов близ ж/д вокзала. Памятник, погибшим в «горячих точках», сквер на ул. Павлова
- Церковь Покрова Пресвятой Богородицы, 2007 года постройки, деревянная, действующая[46].

## Почётные граждане города
На 24 марта 2023 года:
- Агеенко Евгений Маркович
- Арапова Александра Клавдиевна
- Беляков Иван Васильевич
- Васильев, Николай Иванович
- Веселов Алексей Васильевич
- Вольнов Анатолий Васильевич
- Воробьёва Анастасия Федоровна
- Дмитриева Мария Васильевна
- Завьялов Николай Иванович
- Казанцев Николай Илларионович
- Калинина Вера Петровна
- Кальнин Александр Андреевич
- Карамзина Мария Алексеевна
- Маврычева Галина Алексеевна
- Майоров Евгений Петрович
- Максименко Борис Михайлович
- Муравьева Елизавета Петровна
- Никитенко Анна Гайфулиовна
- Николаева Александра Александровна
- Нурышев Геннадий Николаевич
- Перкас Полина Владимировна
- Петкова Зоя Алексеевна
- Поликарпова Татьяна Ивановна
- Ремезов Михаил Николаевич
- Садков Иван Сергеевич
- Сенькевич Иван Лукич
- Сергеева Екатерина Николаевна
- Спиридонов Иван Спиридонович
- Стукалов Василий Егорович
- Сумерин Николай Михайлович
- Шиженская Мария Матвеевна

## Экология
Основная экологическая угроза Бокситогорску — отходы глинозёмного производства, шламовые поля возле ОАО «РУСАЛ Бокситогорский глинозём». В настоящее время глинозёмное производство на предприятии ликвидировано. Однако, залежи отходов оцениваются в 10—12 млн тонн. По оценке экспертов, шламохранилища Бокситогорска «имеют самый высокий индекс аварийной угрозы для Ленинградской области, а также Ладожского и Онежского озер».